# Свети Власий (Бер)
„Свети Власий“ (на гръцки: Αγίου Βλασίου) е средновековна православна църква в южномакедонския град Бер (Верия), Егейска Македония, Гърция. Храмът е част от енория „Св. св. Петър и Павел“.

## Архитектура
Късновизантийската църква е построена в началото на XIV век като еднокорабна базилика с шестостенна апсида на изток. Малко след изграждането му, на южната страна е добавен портик. През XVI век формата на храма се променя радикално, като са съборени част от северната и цялата западна страна и на тяхно място са направени две големи арки.

## Стенописи
Паметникът е изписан с ценни стенописи в XIV, XVI и XVIII век. Оригиналните стенописи са датирани около 1320 година и са на източната стена на наоса, сред които се откроява изображенията на Света Богородица в цял ръст с бебето Исус и два ангела, Благовещение, Възнесение, Рождество Христово, Сретение Господне, както и на светеца покровител Власий в цял ръст и сцени от житието му. От XVI век са много стенописи в централния кораб, докато от XVII са стенописите на северната стена на наоса.
- Стенописи от „Свети Власий“, 1320 – 1330 г.
- Стенописи в апсидата
- Успение Богородично